# Place Louis-Lépine
Place Louis-Lépine är ett torg på Île de la Cité i Quartier Notre-Dame i Paris 4:e arrondissement. Place Louis-Lépine är uppkallad efter Louis Lépine (1846–1933), som var polisprefekt i Paris. Torget namngavs i januari 1934.

## Bilder
| - Torgets skylt. - De bägge Wallace-fontänerna på Place Louis-Lépine. - Place Louis-Lépine. |

## Omgivningar
- Notre-Dame
- Sainte-Chapelle
- Marché aux fleurs Reine-Elizabeth-II
- Allée Célestin-Hennion
- Rue de la Cité
- Rue de Lutèce

## Kommunikationer
- Tunnelbana – linje  – Cité
- Busshållplats Cité – Parvis Notre-Dame – Paris bussnät, linjerna 21 47 75

### Webbkällor
- Hasquenoph, Bernard (11 juli 2020). ”Marché aux fleurs, «encore un quartier de Paris qui se modernise»!”. Louvre pour tous. http://www.louvrepourtous.fr/Marche-aux-fleurs-encore-un,875.html. Läst 30 mars 2022.